# Symphyotrichum ciliatum
Symphyotrichum ciliatum là một loài thực vật có hoa trong họ Cúc. Loài này được (Ledeb.) G.L.Nesom miêu tả khoa học đầu tiên năm 1995.